# 大野見村
大野見村（おおのみそん）は、高知県にあった村である。
2006年1月1日、隣接する中土佐町と対等合併し、現在は中土佐町大野見地区となっている。

## 地理
高知県中西部の山間部の村。村のほとんどが山林だった。
- 山: 鈴が森
- 河川: 四万十川 - 吉野川

### 隣接していた自治体
- 高知県
  - 須崎市
  - 高岡郡中土佐町、窪川町、津野町

## 歴史
- 1889年（明治22年）4月1日 - 町村制の施行により、奈路村・芳野村・熊秋村・三ツ又村・槙野々村・永野村・神母野村・大又村・萩中村・下ル川村・東川村・竹原村・野老野村の区域をもって発足。旧芳野村は大字吉野、旧熊秋村は大字久万秋、旧永野村は大字長野、旧大又村は大字大股となる。
- 2006年（平成18年）1月1日 - 中土佐町と合併し、改めて中土佐町が発足。同日大野見村廃止。

## 教育

### 中学校
- 大野見村立大野見中学校（現: 中土佐町立大野見中学校）

### 小学校
- 大野見村立大野見小学校（現: 中土佐町立大野見小学校）
- 大野見村立大野見北小学校（合併後中土佐町立大野見北小学校となり、2009年に中土佐町立大野見小学校へ統合）

## 交通

### 鉄道路線
村内に鉄道路線はなかった。1928年には当村と土佐久礼駅を結ぶ土佐軌道の計画があがり、軌道特許も取得されたが1948年に特許が失効している。

### 道路

#### 県道
- 高知県道19号窪川船戸線
- 高知県道41号窪川中土佐線
- 高知県道319号奈路土佐久礼停車場線

## 観光
- 四万十源流の里
- 天満宮前キャンプ場
- 島ノ川渓谷

## 出身有名人
- 南部甕男 - 幕末期の志士、司法官僚